# Kermania
Kermania ist eine deutsche Pagan-Metal-Band aus Aachen. Sie wurde gegründet von Weigand, der auch das einzige Bandmitglied ist und u. a. durch sein Engagement als Live-Bassist für Truppensturm in der Szene bekannt ist. Im Rock Hard wurde die Band aber als „Black-Metal-Truppe um The-Ruins-Of-Beverast-Mainman Alexander von Meilenwald“ bezeichnet. Meilenwald war allerdings nur als Gastmusiker bei Kermania-Liveauftritten tätig.
Zunächst nahm Weigand im heimischen Studio mehrere Demo-Tapes auf, auf denen die Musik teils experimentellen Charakter hatte und die er nur an Freunde aus dem Ván-Umfeld verteilte. Dennoch sind diese Demos auch im Internet verbreitet. Später näherte man sich dann dem typischen Ván-Sound im Stile von Nagelfar oder Graupel an.
Im Jahr 2006 veröffentlichte Ván Records dann unter dem Titel Ahnenwerk vier Stücke der Band, die Neuaufnahmen vorheriger Demoaufnahmen darstellen und die „Pagan Metal in tiefschwarzen, klischeefreien Gewändern“ spielt. Auch auf dem zweiten Album im Jahr 2014 spielte die Band „pagan angehauchten Black Metal“. Anfang 2019 veröffentlichte Ván Records eine vier Stücke lange Live-Aufnahme von dem Festival Acherontic Arts II (2016) in einer Auflage von 96 handnummerierten Exemplaren.

## Diskografie
- 2002: Weltenschrei und dessen Schmerz (Demo)
- 2002: Untertan der Zwischenschlacht (Demo)
- 2004: Heinrich der Germane I – Für die Heimat (Demo)
- 2004: Heinrich der Germane II – Im Wolkenmeer des Wurmtales (Demo)
- 2005: Das Leid der heimatfernen Rast (Demo)
- 2006: Ahnenwerk (Ván Records)
- 2014: Kehre Heim... (Ván Records)
- 2019: Acherontic Art (Live-Aufnahmen, Ván Records)